# Albert Hammond Jr.
Pour les articles homonymes, voir Hammond.

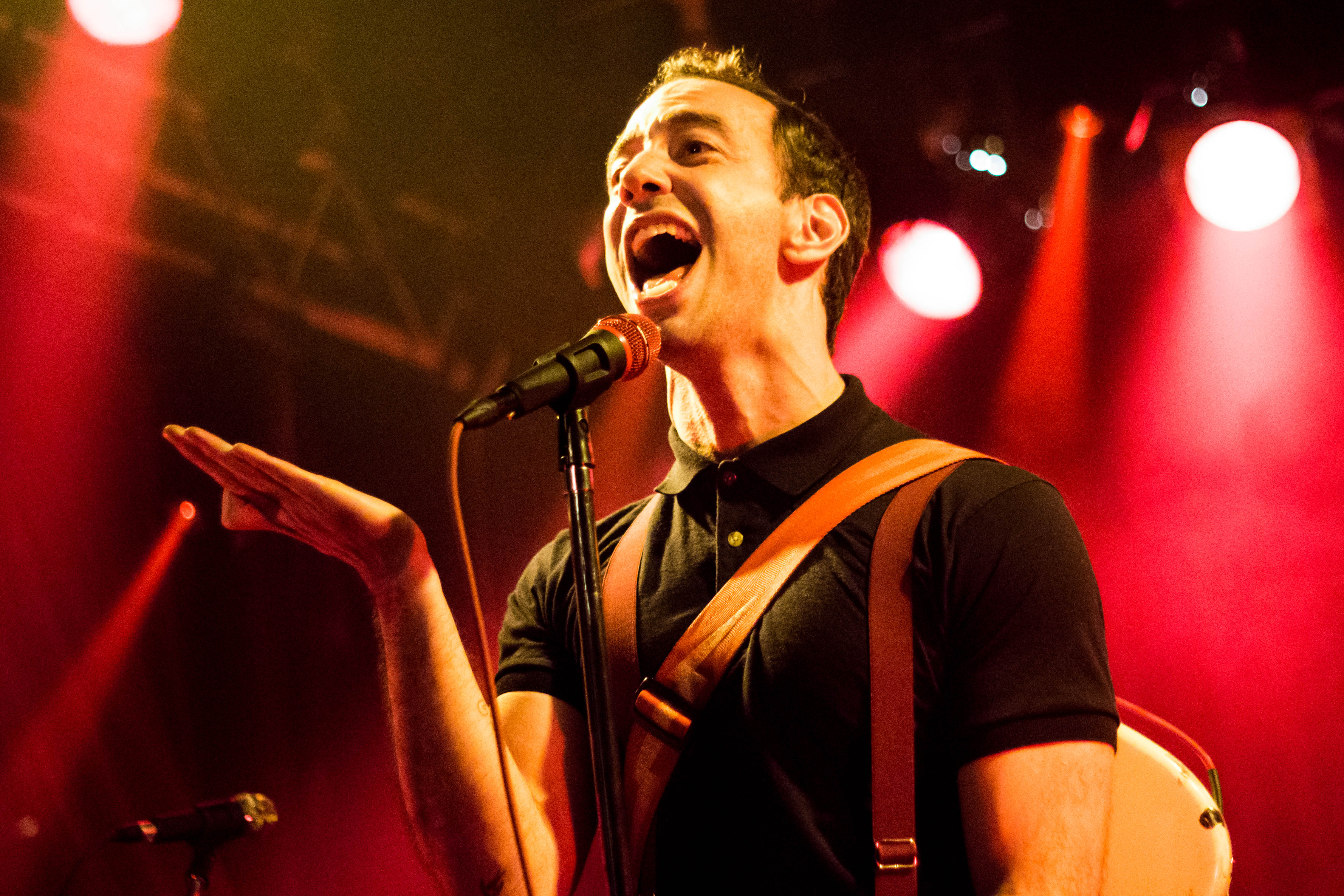
Albert Hammond Jr. en 2013.

Albert Hammond Jr est un musicien, guitariste, chanteur et membre du groupe de rock The Strokes, né le 9 avril 1980 à Los Angeles.
Il a sorti quatre albums solo : Yours to Keep en 2006, ¿Cómo Te Llama? en 2008, Momentary Masters en 2015 et Francis Trouble en 2018.

## Biographie
Albert Hammond Jr. est le fils d'Albert Hammond, chanteur gibraltarien devenu populaire avec la chanson It Never Rains in Southern California et de Claudia Fernandez, ancienne mannequin argentine.

À l'âge de 13 ans, il est envoyé par ses parents à l'Institut Le Rosey en Suisse où il rencontre Julian Casablancas. Même s'ils ne deviennent pas réellement proches à l'époque, cette rencontre sera décisive.

En 1998, Albert Junior quitte Los Angeles pour New York et fréquente brièvement l'école de cinéma Tisch School of the Arts. C'est ainsi qu'il croise à nouveau le chemin de Julian Casablancas qui le convainc d'intégrer son groupe. Il rejoint alors The Strokes en tant que guitariste. 

Le groupe débute en jouant dans des clubs newyorkais, dont le mythique CBGB. The Strokes connaissent par la suite un succès mondial et font figure de précurseurs du revival Rock des années 2000.

Tout au long de sa carrière au sein du groupe, Albert Hammond Jr. écrit et compose ses propres morceaux qu'il garde « pour lui » (à de rares exceptions) jusqu'en 2006 où il sort son premier album solo.

## Guitariste
Albert Hammond Jr. utilise principalement une guitare de la marque Fender, une Stratocaster blanche (1985 reissue 72) portée haut à la manière de l'une de ses inspirations musicales : Buddy Holly. Son ampli est un combo Fender Hot Rod DeVille avec 2xHP 12.
 
Souvent décrit à tort comme guitariste rythmique des Strokes, il est à l'origine de nombreux solos (notamment celui de la chanson Vision of Division par exemple). Son jeu sobre, tout en nuances, s'associe parfaitement à celui de Nick Valensi.

## Carrière solo
Alors que les Strokes décident de faire une pause, Albert Hammond Jr. en profite pour se lancer dans une carrière solo.
Selon lui et son manager Ryan Gentles (également celui des Strokes), ce projet parallèle ne remet pas en question son appartenance au groupe The Strokes mais lui permet d'exprimer pleinement son talent en matière de composition.
Son premier album solo intitulé Yours to Keep sort le 9 octobre 2006. Il regroupe des anciennes chansons comme In Transit qui a pu être entendue dans un film retraçant la première tournée européenne des Strokes ainsi que des titres inédits.
On y retrouve Matt Romano à la batterie, Josh Lattanzi à la basse et le producteur Greg Lattimer. Certaines célébrités, amis de longue date, participent aussi à l'enregistrement à New York :  Sean Lennon, Ben Kweller et Julian Casablancas.
Pour la promotion de l'album, Albert Hammond Jr. enchaîne avec une tournée mondiale.

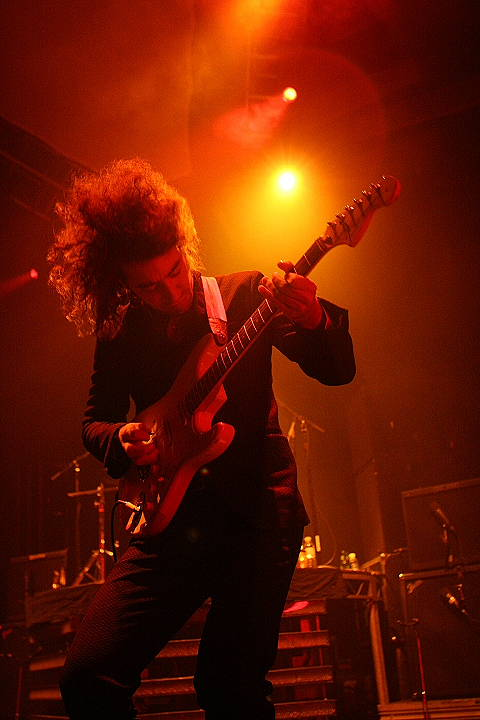
Albert Hammond Jr.

Dès octobre 2007, il entre à nouveau en studio pour enregistrer son second album. ¿Cómo Te Llama? sort le 7 juillet 2008 et contient 13 titres.
Albert Hammond Jr. participe aux premières parties de la tournée européenne Viva La Vida Tour du groupe britannique Coldplay entre le 1er septembre et 4 octobre 2008.
AHJ, son nouvel EP, est publié le 8 octobre 2013 sur le label de Julian Casablancas, Cult Records. Produit par Gus Oberg, producteur des albums Angles et Comedown Machine, AHJ comporte cinq titres .

## Vie privée
Entre 2008 et 2009, Albert Hammond Jr. a eu une relation avec la mannequin britannique Agyness Deyn.
En 2013, il se marie à Justyna Sroka. Il a une fille prénommée Holiday, née en mars 2021.